# Visconde de Estoi
Visconde de Estoi, em grafia antiga Estói, é um título nobiliárquico criado por D. Carlos I de Portugal, por Decreto de 4 de Janeiro de 1906, em favor de José Francisco da Silva.
Titulares
1. José Francisco da Silva, 1.º Visconde de Estoi.